# Bredene Koksijde Classic
Bredene Koksijde Classic, dříve známý jako Handzame Classic je jednodenní cyklistický závod konaný ve Vlámsku v Belgii se startem v Bredene a s cílem v Koksijde. Závod se mezi lety 2002 a 2010 konal jako součást Driedaagse door West-Vlaanderen. Organizátoři se však v roce 2011 rozhodli pro osamostatnění závodu a uspořádali ho na úrovni 1.1 v rámci UCI Europe Tour. V roce 2018 byl závod přesunut do kategorie 1.HC a od roku 2020 je součástí UCI ProSeries. Závod byl dříve znám jako Handzame Classic, ale po přesunutí cíle z Handzame do Koksijde byl přejmenován na svůj současný název. První ročník pod tímto jménem se konal v roce 2019.

## Seznam vítězů
| Rok  | Země                               | Jezdec                             | Tým                                |
| ---- | ---------------------------------- | ---------------------------------- | ---------------------------------- |
| 2002 | Belgie                             | Johan Museeuw                      | Domo–Farm Frites                   |
| 2003 | Francie                            | Jimmy Casper                       | FDJeux.com                         |
| 2004 | Estonsko                           | Jaan Kirsipuu                      | AG2R Prévoyance                    |
| 2005 | Nejelo se                          | Nejelo se                          | Nejelo se                          |
| 2006 | Austrálie                          | Robbie McEwen                      | Davitamon–Lotto                    |
| 2007 | Nizozemsko                         | Hans Dekkers                       | Agritubel                          |
| 2008 | Bělorusko                          | Jauheni Hutarovič                  | Française des Jeux                 |
| 2009 | Itálie                             | Danilo Napolitano                  | Team Katusha                       |
| 2010 | Německo                            | Robert Wagner                      | Skil–Shimano                       |
| 2011 | Belgie                             | Steve Schets                       | Donckers Koffie–Jelly Belly        |
| 2012 | Itálie                             | Francesco Chicchi                  | Omega Pharma–Quick-Step            |
| 2013 | Belgie                             | Kenny Dehaes                       | Lotto–Belisol                      |
| 2014 | Slovinsko                          | Luka Mezgec                        | Giant–Shimano                      |
| 2015 | Belgie                             | Gianni Meersman                    | Etixx–Quick-Step                   |
| 2016 | Slovensko                          | Erik Baška                         | Tinkoff                            |
| 2017 | Norsko                             | Kristoffer Halvorsen               | Joker Icopal                       |
| 2018 | Kolumbie                           | Álvaro Hodeg                       | Quick-Step Floors                  |
| 2019 | Německo                            | Pascal Ackermann                   | Bora–Hansgrohe                     |
| 2020 | Nejelo se kvůli pandemii covidu-19 | Nejelo se kvůli pandemii covidu-19 | Nejelo se kvůli pandemii covidu-19 |
| 2021 | Belgie                             | Tim Merlier                        | Alpecin–Fenix                      |
| 2022 | Německo                            | Pascal Ackermann                   | UAE Team Emirates                  |
| 2023 | Belgie                             | Gerben Thijssen                    | Intermarché–Circus–Wanty           |
| 2024 | Itálie                             | Luca Mozzato                       | Arkéa–Samsic                       |
| 2025 | Belgie                             | Edward Theuns                      | Lidl–Trek                          |